# Austrotyphlops micrommus
Austrotyphlops micrommus là một loài rắn trong họ Typhlopidae. Loài này được Storr mô tả khoa học đầu tiên năm 1981.